# Émeute des quatre sous
L'émeute des quatre sous est une grève des mineurs prenant place dans la compagnie des mines d'Anzin en mai 1833. Elle est considérée comme la première révolte à fort caractère social de l'époque pré-syndicale en France. Le procès des mineurs, poursuivis pour délit de coalition, eut un grand retentissement en France.

## Le contexte

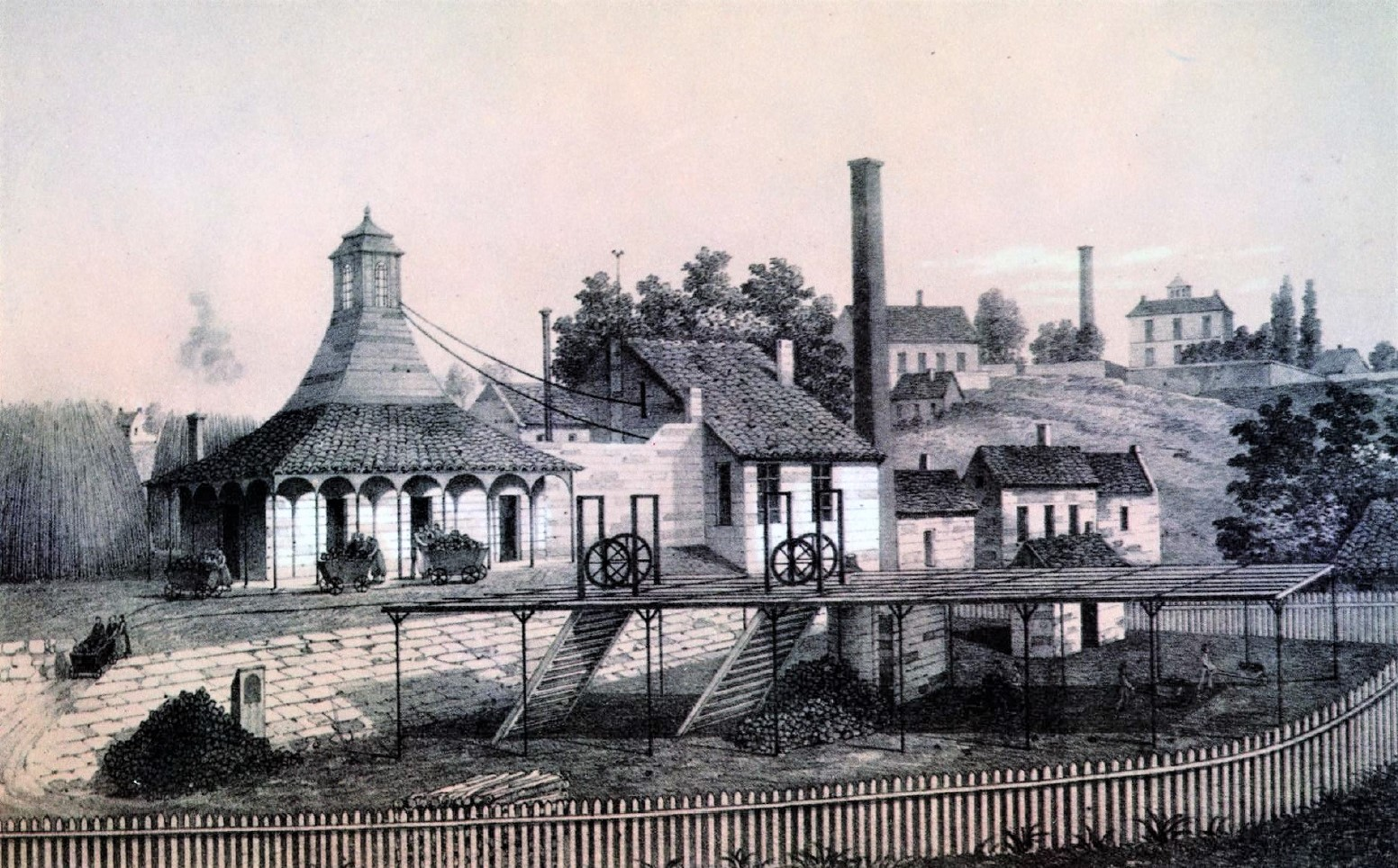
La fosse du Chauffour à Anzin vers 1800.

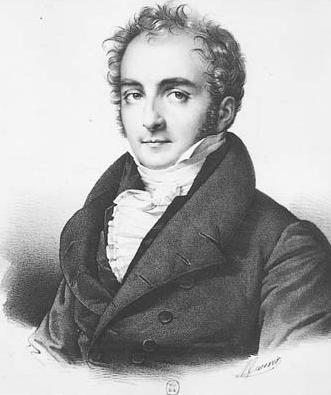
Casimir Perier, directeur du conseil de régie de la Compagnie.

La grève intervient alors que se termine l'époque des pionniers dans l'exploitation du bassin minier. Pendant plusieurs dizaines d'années, les descendants des découvreurs du gisement, la famille Mathieu, sont demeurés présents dans l'encadrement de la compagnie des mines d'Anzin ; ils sont considérés par les mineurs comme proches d'eux. En 1821, l'arrivée de Casimir Perier à la direction marque le début d'une rationalisation de la gestion de l'entreprise. Les anciens cadres de la compagnie sont congédiés ou mis à la retraite d'office, et remplacés par des gestionnaires nommés depuis le « bureau de Paris ».
Cette mutation se situe dans un contexte où les conditions de vie des mineurs sont difficiles, et se dégradent. En 1823, la catastrophe du Chaufour, un des premiers coups de grisou, fait une vingtaine de victimes, ce qui suscite beaucoup d'émotion. En 1832, l'arrondissement de Valenciennes est touché par une épidémie de choléra, et le manque de compassion de leur direction lors de ces coups du sort affecte les mineurs de la région.

## La baisse de salaire de quatre sous
Une baisse de salaire, dont l'annulation est la revendication affichée de cette grève, intervient en 1824. Elle fait passer le salaire des mineurs de 34 à 30 sous par jour et a comme motif la forte concurrence des mines de charbon belge. Cette baisse de salaire s'accompagne de l'introduction du travail à la tâche, les mineurs étant payés différemment en fonction des difficultés d'extraction. Leurs protestations restent alors sans effet.
Mais, quand le conseil de régie se réunit à Anzin le 10 mai 1833, des rumeurs font craindre une nouvelle baisse de salaire, de même que le limogeage de Charles-François Mathieu, directeur du fond particulièrement estimé des mineurs. 
Le mécontentement accumulé pendant toutes ces années se manifeste alors.

## La grève
La grève débuta le 17 mai 1833 avec des rassemblements devant le siège de la compagnie des mines, dans le quartier Saint-Waast de Valenciennes. Un des slogans scandés par les deux cents manifestants était « À bas les Parisiens, vivent les Mathieu d'Anzin! » Outre la revendication salariale, les mineurs réclamaient le départ de trois ingénieurs, Dournay, Quinet et Monnier. Ce dernier en particulier, surnommé « le pacha d'Anzin », était particulièrement honni pour ses humiliations ; son domicile fut dévasté par les manifestants.
Au bout de quatre jours, la grève était générale ; la compagnie des mines fit appel à la troupe, et le général de Rigny établit son quartier général dans le bâtiment de la direction des mines. Trois à quatre mille soldats occupèrent les corons et les fosses, face à cinq à six mille grévistes, et installèrent trois pièces d'artillerie pointées sur le carreau de la mine. Le 27, les mineurs reprirent le travail sans avoir rien obtenu.

## Le procès
Le « délit de coalition » était interdit en France depuis la loi le Chapelier de 1791 ; c'est sous ce chef d'accusation, et pour les violences constatées, que 19 mineurs considérés comme les meneurs furent jugés le 24 juin. Cependant les débats du procès, relayés par la presse, révélèrent la pénible condition des mineurs. Les accusés ne furent condamnés pour certains qu'à des peines légères, le président du tribunal s'adressant à eux en ces termes : « Toutes les autorités forment des vœux sincères pour l’amélioration de votre sort, la voix de l’humanité ne tardera pas à se faire comprendre ; les riches propriétaires des établissements des mines ne peuvent être vos tyrans. Non, ils ne peuvent l’être ; un titre plus digne leur est réservé ; ils ne laisseront pas à d’autres le mérite d’être vos bienfaiteurs. »

## Les suites et conséquences
La Compagnie finit par céder sur la question de salaire à la suite du procès de juin 1833. 
Trois ans plus tard, il fut à nouveau revalorisé de 30 centimes (soit 6 sous) quand l'ouverture de nouvelles usines donna aux ouvriers l'opportunité d'aller chercher un emploi ailleurs.
Les autres compagnies minières alignèrent leurs salaires sur ceux d'Anzin, et ils restèrent à ce niveau jusqu'en 1847.